# Jana Petrů
Jana Petrů (ur. 14 lipca 1938 w Pradze, zm. 6 maja 1990) – czeska piosenkarka działająca w latach 60. XX wieku.
W 1964 roku uplasowała się na trzecim miejscu w plebiscycie muzycznym Zlatý slavík.

## Dyskografia
- 2006 Den je krásný (FR centrum, František Rychtařík), (CD)
- 1968 Zajíček – Jana Petrů / Červená se malina – Inkognito Kvartet (SP)
- 1966 Tenkrát a dnes – Josef Zíma & Jana Petrů / To vůbec nevadí – Josef Zíma & Eva Pilarová (SP)
- 1965 Dříve, než se s vámi sejdu – (Supraphon, Fonopohlednice, Hudobná pohlednice)
- 1965 Si, si, si, signorina – Josef Zíma / Jen ty jediný – Jana Petrů (Supraphon, SP)
- 1964 Děti slunce – Jana Petrů i Josef Zíma / Červená řeka – Helena Vondráčková (Supraphon, SP)
- 1963 Páni rodičové – J. Petrů, Pod oknem – Y. Petrů / Tři panenky – Y. Petrů, Proč ho mám ráda – Jana Petrů (Supraphon, SP) (z orkiestrą K. Vlacha)
- Kánoe pro dva – Jana Petrů i Miroslav Šuba, Kamarád oheň – Jiří Vašíček, Trosečnice – Jiří Bruder / Den se krátí – Rudolf Pellar, Drnová chýše – Rudolf Pellar – (Supraphon, SP)